# Burg Schreckenstein (film)
Pour plus de détails, voir Fiche technique et Distribution.
Burg Schreckenstein (en français, Le Château de Schreckenstein) est un film allemand réalisé par Ralf Huettner (de), sorti en 2016.
Il s'agit d'une adaptation de la série de livres pour enfants d'Oliver Hassencamp.

## Synopsis
Stephan, 11 ans, entre à l'internat du château de Schreckenstein. Il se lie avec les autres élèves et font les 400 coups pour jouer avec les filles de l'internat voisin du château de Rosenfels. Mais un jour, cela a une conséquence inattendue : l'école des filles doit déménager.

## Fiche technique
- Titre : Burg Schreckenstein
- Réalisation : Ralf Huettner (de) assisté d'Ulrike Schürhoff
- Scénario : Christian Limmer
- Musique : Ralf Hildenbeutel, Stevie B-Zet
- Direction artistique : Michael Köning
- Costumes : Stefanie Bruhn
- Photographie : Armin Dierolf
- Son : Roman Schwartz
- Montage : Kai Schröter (de)
- Production : Markus Zimmer, Annie Brunner (de), Andreas Richter (de), Alexis Wittgenstein, Ursula Woerner (de)
- Société de production : Roxy Film (de), Violet Pictures UG, Tele München Gruppe
- Société de distribution : Concorde Filmverleih
- Pays d'origine :  Allemagne
- Langue : allemand
- Format : couleur - 2,35:1 - 35 mm
- Genre : Comédie
- Durée : 96 minutes
- Dates de sortie :
  -  Allemagne : 20 octobre 2016.

## Distribution
- Maurizio Magno (de) : Stephan
- Chieloka Nwokolo : Dampfwalze
- Benedict Glöckle : Ottokar
- Caspar Kryzsch : Mücke
- Eloi Christ : Strehlau
- Nina Goceva : Bea
- Mina Rueffer : Inga
- Paula Donath : Alina
- Jana Pallaske : Melanie
- Matthias Lier (de) : Sebastian
- Henning Baum : Rex
- Sophie Rois : La directrice Horn
- Harald Schmidt : Le comte Schreckenstein
- Alexander Beyer : Jean

## Source de la traduction
- (de) Cet article est partiellement ou en totalité issu de l’article de Wikipédia en allemand intitulé « Burg Schreckenstein (Film) » (voir la liste des auteurs).